# Денні Ворсноп
Деніел Роберт Ворсноп (англ. Danny Worsnop; нар. 4 вересня 1990) — англійський музикант, вокаліст гуртів We Are Harlot i Asking Alexandria.
Денні приєднався до гурту Asking Alexandria в 2008 році, коли його було сформовано їхнім гітаристом Беном Брюсом. Гурт випустив три студійних альбоми, дві пластинки, один альбом реміксів і один короткометражний фільм. Він працював з такими артистами, як I See Stars, With One Last Breath і Memphis May Fire, виконуючи вокальні партії в кількох піснях. Випустив 2 сольних альбоми.